# Паулу Кошта
Паулу Кошта (порт. Paulo Costa, нар. 5 грудня 1979, Мойта) — португальський футболіст, що грав на позиції півзахисника.

## Клубна кар'єра
У дорослому футболі дебютував 1998 року виступами за команду клубу «Алверка», в якій провів два сезони, взявши участь у 15 матчах чемпіонату.
У червні 2000 року Кошта був придбаний італійським «Інтернаціонале», після чого відразу молодого португальця відправили в оренду до «Реджини», за яку португалець зіграв 23 матчі та забив гол у виграшному матчі з «Міланом» (2-1). За підсумками сезону калабрійська команда вилетіла до Серії B. На наступний сезон Кошта повернувся додому і на правах оренди грав за «Порту», взявши участь в 10 іграх чемпіонату.
У 2002 році він повернувся в Італію, на цей раз у «Венецію» з Серії B, знову в оренду, де провів наступний сезон, після чого підписав контракт з «Бордо». У Франції Кошта мало грав, тому після одного року на наступний сезон 2004/05 років його відправляють в оренду до «Жіл Вісенте».
У січні 2006 року Кошта приєднався до «Аріса» (Салоніки) з Греції, коли його новий клуб погано розпочав сезон у другому дивізіоні країни, але покращив свою гру та результати під керівництвом Нікоса Анастопулоса і, врешті-решт, повернувся до Суперліги. У наступному сезоні Кошта забив сім голів, рекордну для себе кількість, а «Аріс» досяг найкращого в своїй історії четвертого місця.
У серпні 2007 року Кошта розпочав кіпрський етап кар'єри, як і багато інших португальських гравців у той час, і спочатку приєднався до «Аріса» (Лімасол), а вже 3 січня 2008 року він підписав 3,5-річний контракт з іншою командою країни — «Анортосісом», в якому відіграв протягом усього року.
28 грудня 2008 року, продовжуючи виступи на Кіпрі, Кошта підписав шестимісячний контракт з АПОЕЛои, але він був скасований вже 13 березня наступного року за згодою сторін. У серпні 2009 Кошта повернувся до Греції і уклав дворічну угоду з «Левадіакосом», втім покинув клуб в вже у січні 2010 року і відправився назад на Кіпр, підписавши угоду на 1,5 роки з АПОПом, після чого грав за інші місцеві клуби «Ерміс» та знову «Аріс» (Лімасол), де і завершив ігрову кар'єру 2011 року.

## Виступи за збірні
Зі збірною до 16 років Кошта брав участь у юнацькому чемпіонаті Європи 1996 року в Австрії, де забив 3 голи і став з командою переможцем турніру. А вже наступного року з командою до 18 років став фіналістом юнацького чемпіонату Європи 1997 року в Ісландії, забивши 1 гол.
Викликався до юнацької збірної Португалії (U-20). У її складі взяв участь у молодіжному чемпіонаті світу 1999 року в Нігерії, де забив гол у матчі групового етапу з Малі (1:2). У 1/8 фіналу в грі проти Японії (1:1) Кошта став єдиним гравцем на дві команди, який не реалізував післяматчевий пенальті, через що Португалія припинила виступи на турнірі.
2002 року залучався до складу молодіжної збірної Португалії, зігравши і на молодіжному чемпіонаті Європи 2002 року в Швейцарії, де його команда не вийшла з групи.

## Титули і досягнення
- Чемпіон Кіпру (1):

АПОЕЛ: 2008-09
Збірні
- Чемпіон Європи (U-16): 1996